# Alan Brazil
Alan Brazil (Glasgow, 15 giugno 1959) è un ex calciatore scozzese, di ruolo attaccante.

## Carriera
Con la nazionale scozzese ha partecipato ai Mondiali di calcio 1982.

## Palmarès

### Competizioni Nazionali
- Coppa d'Inghilterra: 2

Ipswich: 1977-1978
Manchester United: 1984-1985
- NSL Minor Premiers: 1

Wollongong Wolves: 1988

### Competizioni Internazionali
- Coppa UEFA: 2

Ipswich: 1980-1981
Tottenham: 1983-1984